# Anse-à-Pitres
Anse-à-Pitres este o comună din arondismentul Belle-Anse, departamentul Sud-Est, Haiti, cu o suprafață de 185,19 km2 și o populație de 27.415 locuitori (2009).